# Waiputrechus
Waiputrechus is een geslacht van kevers uit de familie van de loopkevers (Carabidae). De wetenschappelijke naam van het geslacht is voor het eerst geldig gepubliceerd in 2010 door Townsend.

## Soorten
Het geslacht Waiputrechus is monotypisch en omvat slechts de volgende soort:
- Waiputrechus cavernicola Townsend, 2010